# Fontain
Fontain ist eine französische Gemeinde mit 1200 Einwohnern (Stand: 1. Januar 2022) im Département Doubs in der Region Bourgogne-Franche-Comté. Sie gehört zum Arrondissement Besançon und ist Mitglied im Gemeindeverband Grand Besançon Métropole. Die Bewohner werden Fontainois und Fontainoises genannt.
Sie entstand mit Wirkung vom 1. Januar 2019 als namensgleiche Commune nouvelle durch die Fusion der ehemaligen Gemeinden Fontain und Arguel, denen in der neuen Gemeinde den Status einer Commune déléguée nicht zuerkannt wurde. Der Verwaltungssitz befindet sich im Ort Fontain.

## Gliederung
| Ortsteil                    | ehemaliger INSEE-Code | Fläche (km²) | Höhenlage (m) | Einwohnerzahl (2016) | Dichte (Einw. je km²) |
| --------------------------- | --------------------- | ------------ | ------------- | -------------------- | --------------------- |
| Arguel                      | 25027                 | 04,98        | 300–507       | 0273                 | 54,8                  |
| Fontain (Verwaltungssitz)00 | 25245                 | 16,27        | 340–511       | 1016                 | 62,4                  |

## Geographie
Fontain liegt auf 430 m, etwa vier Kilometer südlich der Stadt Besançon (Luftlinie). Das Dorf erstreckt sich im westlichen Jura, an leicht erhöhter Lage am Südhang der Jura-Randkette, die südlich an das Tal des Doubs anschließt, über dem sogenannten ersten Plateau.
Die Fläche des Gemeindegebiets umfasst einen Abschnitt des westlichen französischen Juras. Der zentrale Teil des Gebietes wird vom breiten ersten Juraplateau eingenommen, das durchschnittlich auf 380 m liegt. Es bildet südlich von Fontain ein weites Becken ohne oberirdischen Abfluss, weil das Niederschlagswasser im verkarsteten Untergrund versickert. Diese Senke ist überwiegend von Wies- und Ackerland, teils auch von Wald bestanden. Ganz im Süden leitet eine ungefähr 50 m hohe Geländestufe zur Hochfläche des Grand Bois (bis 440 m) über.
Nördlich an das Plateau schließt die Jura-Randkette an, ein langgezogener Höhenzug, der im Bereich von Fontain durch das Erosionstal des Dorfbachs von Beure in zwei Kämme untergliedert ist. Mit 508 m wird auf der Höhe nördlich des Dorfes die höchste Erhebung von Fontain erreicht. Die nördliche Grenze verläuft auf der schmalen Krete des Mont des Buis (480 m), der seinerseits steil zum Tal des Doubs abfällt.
Nachbarorte von Fontain sind Beure, Besançon und Morre im Norden, La Vèze im Osten, Les Monts-Ronds und Montrond-le-Château im Süden sowie Arguel im Westen.

## Bevölkerungsentwicklung
| Arguel                    | 78    | 109   | 175   | 235   | 240   | 218  | 242  | 273  |
| Fontain                   | 320   | 325   | 475   | 647   | 721   | 792  | 908  | 1016 |
| Fontain                   | .0398 | .0434 | .0650 | .0882 | .0961 | 1010 | 1150 | 1289 |
| Quelle: Cassini und INSEE |       |       |       |       |       |      |      |      |

Die Gesamt-Einwohnerzahlen der Gemeinde Fontain wurden durch Addition der bis Ende 2018 selbständigen Gemeinden ermittelt.

## Sehenswürdigkeiten
Die Kirche Saint-Pierre in Fontain geht ursprünglich auf einen Bau von 1145 zurück, der jedoch von 1758 bis 1770 durch die heutige Kirche ersetzt wurde. Im Ortskern sind verschiedene Bauernhäuser im charakteristischen Stil der Franche-Comté aus dem 17. bis 19. Jahrhundert erhalten. Im Weiteren sind die Kapelle Notre-Dame des Buis und das von 1874 bis 1878 errichtete Fort Marulaz auf dem Mont des Buis erwähnenswert. In Arguel befindet sich die Kirche Saint-Hippolyte.

## Wirtschaft und Infrastruktur
Fontain war bis weit ins 20. Jahrhundert hinein ein vorwiegend durch die Landwirtschaft (Ackerbau, Obstbau und Viehzucht) und die Forstwirtschaft geprägtes Dorf. Seit den 1970er Jahren hat sich eine kleine Gewerbezone entwickelt, in der sich eine Industriebäckerei und Betriebe der Holzverarbeitung niedergelassen haben. Mittlerweile hat sich das Dorf auch zu einer Wohngemeinde gewandelt. Viele Erwerbstätige sind Wegpendler, die in den größeren Ortschaften der Umgebung, insbesondere in Besançon ihrer Arbeit nachgehen.
Die Ortschaft liegt abseits der größeren Durchgangsstraßen an einer Departementsstraße, die von Montfaucon südlich der Jura-Randkette zur Hauptstraße N83 (Besançon – Lons-le-Saunier) führt. Weitere Straßenverbindungen bestehen mit Arguel und Les Monts-Ronds.